# Arcanjo
Arcanjo, do grego: arkhaggelos,(αρχή, principal, primeiro; άγγελος, mensageiro), latim eclesiáticos: archangelus, é o anjo principal ou anjo da mais alta ordem (a oitava) na hierarquia celeste. Na Bíblia cristã, o termo aparece apenas duas vezes e apenas no Novo Testamento (ver logo mais na seção Cristianismo).
Segundo a mesma Bíblia os arcanjos são sete mas apenas três são mencionados: Miguel, Rafael e Gabriel. Os outros nomes (Uriel, Baraquiel ou Barachiel, Jegudiel ou Jehudiel, Fanuel ou Phanuel e Salatiel) aparecem nos livros apócrifos de Enoque, o quarto livro de Esdras e na literatura rabínica. Entretanto, a Igreja Católica só reconhece esses três nomes que estão nas Sagradas Escrituras. Os outros podem servir como referência, mas não são doutrina.

## Judaísmo

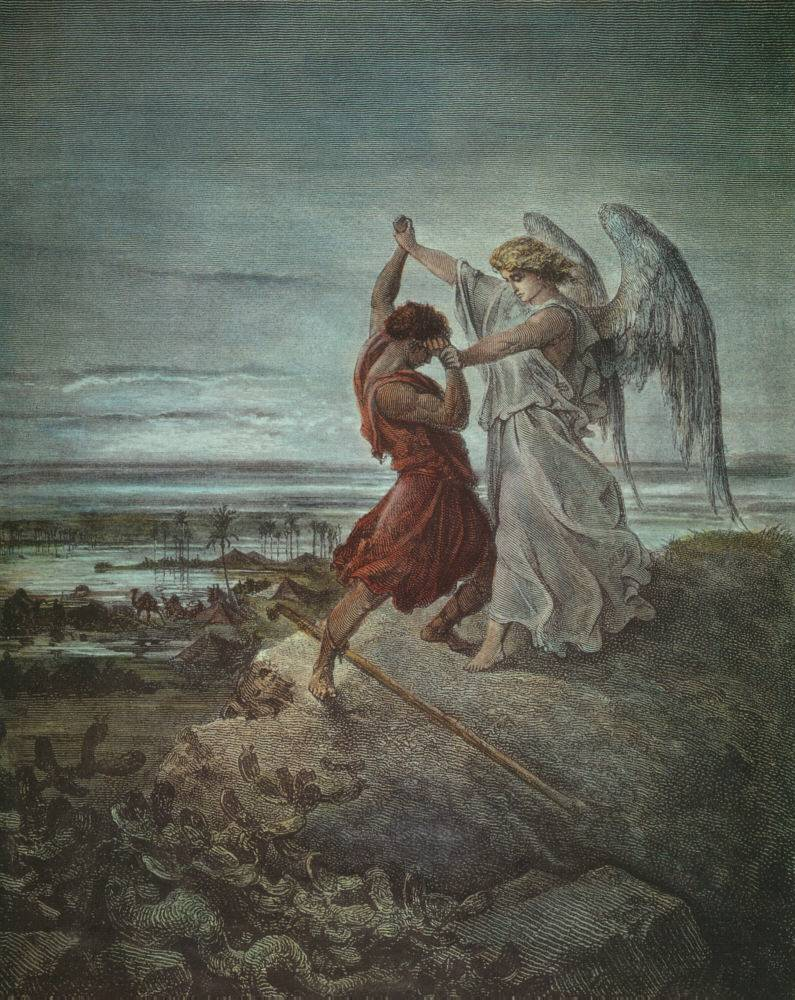
Jacó lutando com o anjo, de Gustave Doré, 1885.

A Bíblia hebraica usa os termos מלאכי אלוהים (malakhi Elohim, "anjo de Deus"), מלאכי אֲדֹנָי (malakhi Adonai, "Anjo do Senhor"), בני אלוהים (b'nei elohim, "filhos de Deus") e הקדושים (ha-qodeshim, "os santos") para se referir aos seres interpretados tradicionalmente como mensageiros angelicais. Outros termos são utilizados em textos posteriores, como העליונים (ha-elyonim, "os elevados"). De fato, anjos são pouco comuns, com exceção de obras posteriores, como o Livro de Daniel, embora sejam mencionados rapidamente nas histórias de Jacó (que, de acordo com diversas interpretações, teria lutado contra um anjo) e Ló, que foi avisado por um anjo da destruição iminente das cidades de Sodoma e Gomorra. Daniel é a primeira figura bíblica que se refere aos anjos individualmente, por seus nomes.
Especula-se, portanto, que o interesse judaico nos anjos tenha se desenvolvido durante o cativeiro na Babilônia. De acordo com o rabino Simeão ben Lakish, de Tiberíade (230 - 270 d.C.), todos os nomes específicos dos anjos teriam sido trazidos pelos judeus da Babilônia.
Não existem referências explícitas a arcanjos nos textos canônicos da Bíblia hebraica (Antigo Testamento). No judaísmo pós-bíblico certos anjos passaram a assumir uma importância particular, desenvolvendo personalidades e papéis únicos. Embora se acredite que estes arcanjos tivessem proeminência entre as hostes celestiais, nenhuma hierarquia sistematizada foi desenvolvida. Metatron é considerado o mais importante dos anjos na Merkabah e no misticismo cabalístico, e frequentemente desempenha a função de escriba. É mencionado brevemente no Talmude, e figura com destaque nos textos místicos da Merkabah. Miguel, que atua como guerreiro e representante de Israel (Daniel 10:13), é visto de maneira particularmente benevolente. Gabriel é mencionado no Livro de Daniel (Daniel 8:15–17) e, rapidamente, no Talmude, bem como em muitos textos místicos da Merkabah. As referências mais antigas aos arcanjos foram feitas na literatura dos períodos intertestamentais (por exemplo, IV Esdras 4:36).
Dentro da tradição rabínica, na Cabala e no capítulo 20 do Livro de Enoque, e na Vida de Adão e Eva, o tradicional número de arcanjos é mencionado como sendo de pelo menos sete, que são os principais. Três arcanjos superiores também são referenciados com frequência: Miguel, Rafael e Gabriel. Existe alguma confusão acerca de um dos oito nomes a seguir, no que tange ao que é listado como não sendo realmente um arcanjo: Uriel, Sariel, Raguel e Remiel (possivelmente o Ramiel do Apocalipse de Baruque, que presidiria sobre as visões verdadeiras), Zadequiel, Jofiel, Haniel e Chamuel. O filósofo judaico medieval Maimônides escreveu uma hierarquia angelical judaica.
Adicionalmente, lares que seguem as tradições judaicas costumam entoar uma canção de boas-vindas aos anjos antes do início do jantar da noite de sexta-feira (sabá), intitulada "Shalom Aleichem", que significa "a paz esteja convosco". Isto tem sua origem numa declaração atribuída ao rabino Jose ben Judah, que dois anjos acompanhariam cada fiel ao retornar a seu lar depois dos serviços das noites de sexta-feira na sinagoga, anjos associados com a 'boa inclinação' (yetzir ha-tov) e a 'má inclinação' (yetzir ha-ra).

## Cristianismo

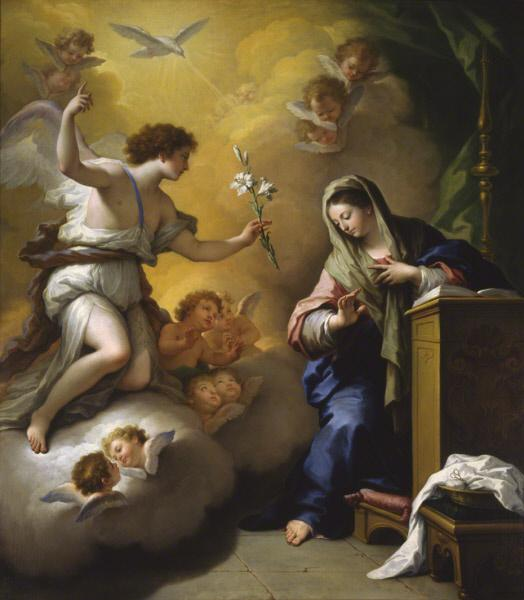
Arcanjo Gabriel, pintura de Paolo de Matteis, 1712.

Figuras de arcanjos aparecem no Antigo Testamento, mas o termo "arcanjo" não é usado nas versões em grego, no entanto, a palavra  aparece nas versões em grego de pseudepígrafos como os escritos de Enoque que atribui classe aos anjos e apenas duas vezes na Bíblia cristã, apenas no Novo Testamento:
- I Tessalonicenses 4:16

porque o Senhor mesmo descerá do céu com grande brado, com voz de arcanjo e com trombeta de Deus, e os mortos em Cristo ressuscitarão primeiro.
- Judas 9:

Mas quando Miguel, o arcanjo, discutindo com o Diabo, altercava sobre o corpo de Moisés, não ousou fulminar-lhe sentença de blasfemo, mas disse: O Senhor te repreenda.
Digno de nota é o fato de que a Bíblia quando menciona arcanjo o faz no singular, "o arcanjo", sendo este identificado por seu nome, Miguel, que significa: "Quem é semelhante a Deus?"
Isso tem lógica, pois se o termo arcanjo significa principal, primeiro, anjo principal na hierarquia celeste, obviamente, não pode existir mais de um.
Os Testemunhas de Jeová interpretam a passagem que diz que o Senhor mesmo descerá do céu com grande brado, com voz de arcanjo e com a trombeta de Deus, como prova de que Jesus seria o próprio arcanjo Miguel.

No Antigo Testamento, Josué 5:13 até Josué 5:15 descreve um mensageiro que se identifica como "capitão do exército de Jeová".

### Protestantismo

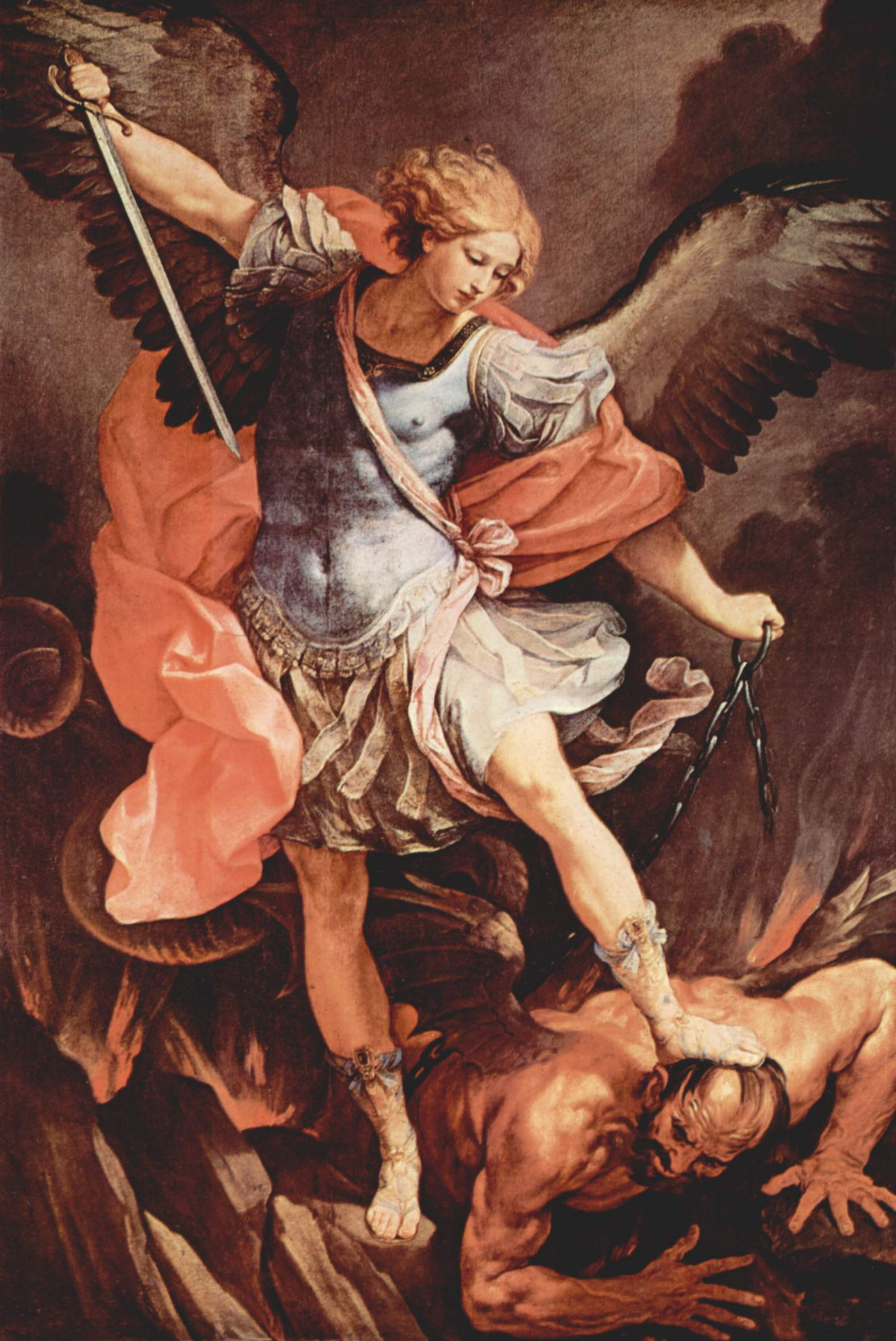
Arcanjo Miguel, Guido Reni (na igreja Santa Maria della Concezione, em Roma, 1636)

O Novo Testamento fala frequentemente de anjos (por exemplo, anjos trazem mensagens a Maria, José e os pastores; anjos falam com Jesus após a sua tentação no deserto, outro anjo o visita durante sua agonia, anjos são vistos na tumba do Cristo ressurrecto, e são anjos que libertam os apóstolos Pedro e Paulo da prisão); somente duas referências, no entanto, são feitas a "arcanjos": Miguel, na Epístola de Judas (1:9) e Primeira Epístola aos Tessalonicenses (4:16), onde a "voz de um arcanjo" será ouvida quando do retorno de Cristo.

### Ortodoxo
A tradição ortodoxa oriental menciona "milhares de arcanjos"; no entanto, apenas são sete os Arcanjos que são venerados pelo nome. Uriel é incluído, e os outros três mencionados com mais frequência são Selafiel, Jegudiel e Baraquiel (um oitavo, Jeremiel, é por vezes mencionado como arcanjo). A Igreja Ortodoxa celebra a Sinaxe do Santo Arcanjo Miguel e todos os outros incorpóreos celestes em 8 de novembro do calendário litúrgico ortodoxo oriental (para as igrejas que utilizam o calendário juliano, 8 de novembro equivale ao 21 de novembro do calendário gregoriano). Entre outros feriados em homenagem aos arcanjos estão a Sinaxe do Santo Arcanjo Gabriel, em 26 de março (8 de abril), e o milagre do Santo Arcanjo Miguel em Colossas, em 6 de setembro (19 de setembro). Além destes, toda as segundas-feiras do ano são dedicadas aos Anjos, com uma menção especial feita nos hinos litúrgicos de Miguel e Gabriel. Na iconografia ortodoxa, cada anjo tem uma representação simbólica:
- Miguel, que vem do hebraico "Quem como Deus?". São Miguel foi descrito, no cristianismo primitivo, como um comandante, que empunha em sua mão de direita uma lança com a qual ataca Lúcifer/Satã, e em sua mão esquerda um ramo verde de palmeira. No topo de sua lança se encontra uma fita de linho com uma cruz vermelha. O arcanjo Miguel é considerado especificamente como um 'Guardião da Fé Ortodoxa', e um combatente contra as heresias.
- Gabriel, que significa "Homem de Deus" ou "Poder de Deus". É o arauto dos mistérios divinos, especialmente  e de todos os mistérios relacionados a ela. É retratado desta maneira: em sua mão direita segura uma lanterna acesa, e, na sua mão esquerda, um espelho de jaspe. O espelho simboliza a sabedoria de Deus como um mistério escondido.
- Rafael, que significa "cura de Deus" ou "Deus, o que cura" (Tobias, 3:17 e 12:15). Rafael é retratado ao conduzir Tobias (que carrega um peixe pescado no rio Tigre) com sua mão direita, e segurando um jarro de alabastro, usado à época pelos médicos, em sua mão esquerda.
- Uriel, que significa "Fogo de Deus", ou "Luz de Deus" (III Esdras 3:1, 5:20). É retratado empunhando uma espada contra os persas em sua mão direita, e uma chama na esquerda.
- Salatiel, que significa "Intercessor de Deus" III Esdras, 5:16. É retratado com seu rosto e seus olhos inclinados para baixo, com suas mãos sobre o peito, em oração.
- Jegudiel, significa "Glorificador de Deus". É retratado com uma grinalda dourada em sua mão direita, e um chicote de três pontas na mão esquerda.
- Baraquiel, que significa "Benção de Deus". É retratado segurando uma rosa branca em sua mão, contra seu peito.
- Jeremiel, que significa "Exaltação de Deus". É venerado como um inspirador de pensamentos exaltados, que elevam uma pessoa a Deus (III Esdras, 4:36). Por vezes é considerado um oitavo arcanjo.
- Cassiel, Cassiel o anjo (Hebraico קפציאל Qafsiel Kaziel) é o nome latino de um anjo da religião judaico-cristã pós-bíblica, mas notadamente a cabala. Ele é inserido em algumas listas como um dos sete arcanjos, nestas listas geralmente é associado ao sétimo paraíso.

## Representações artísticas

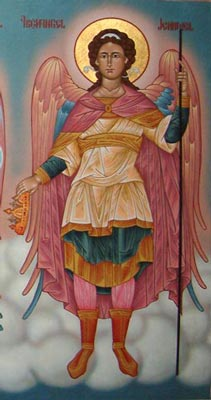
Ícone russo do Arcanjo Jegudiel
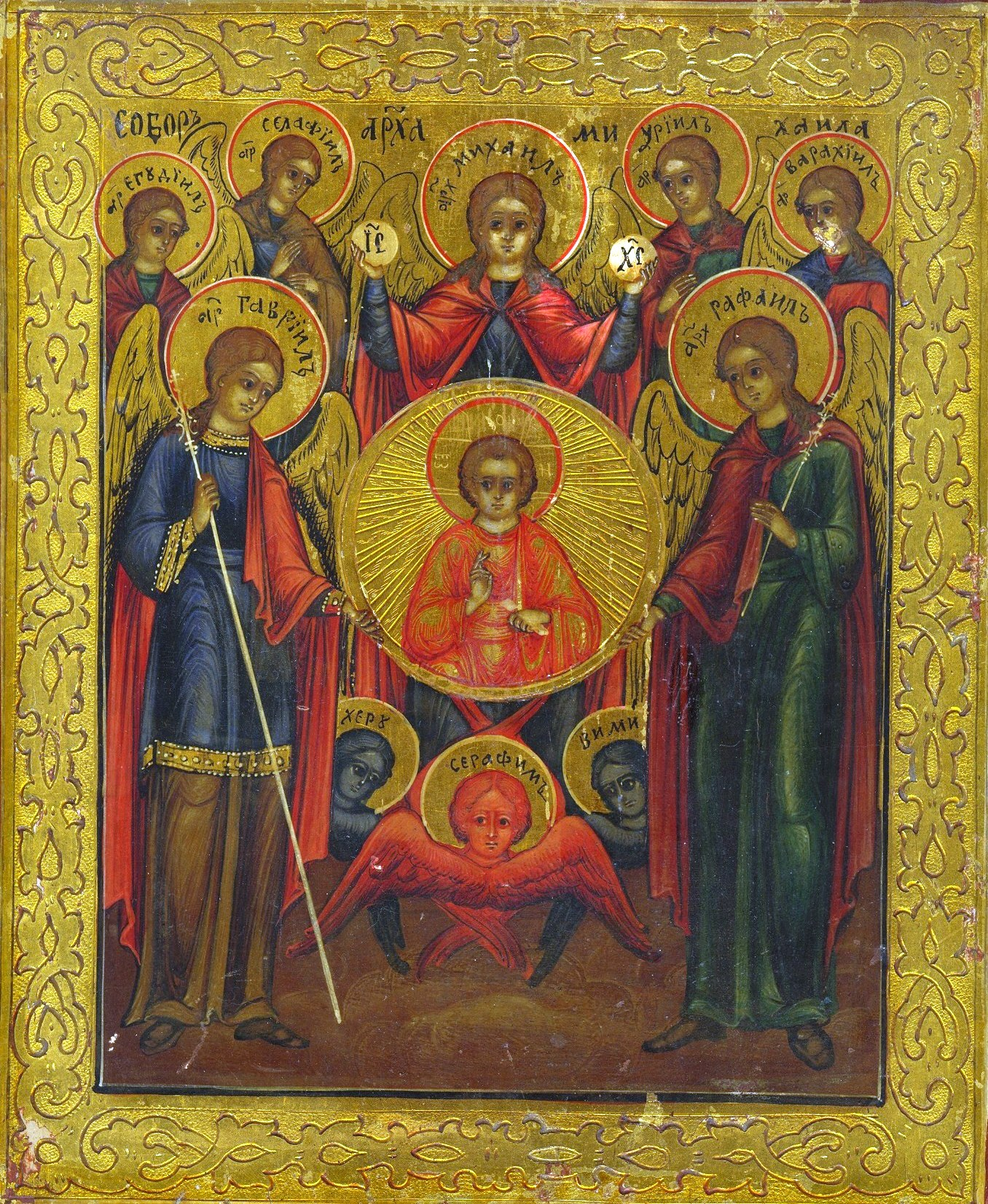
Conselho Angelical (Ангелскй Собор)
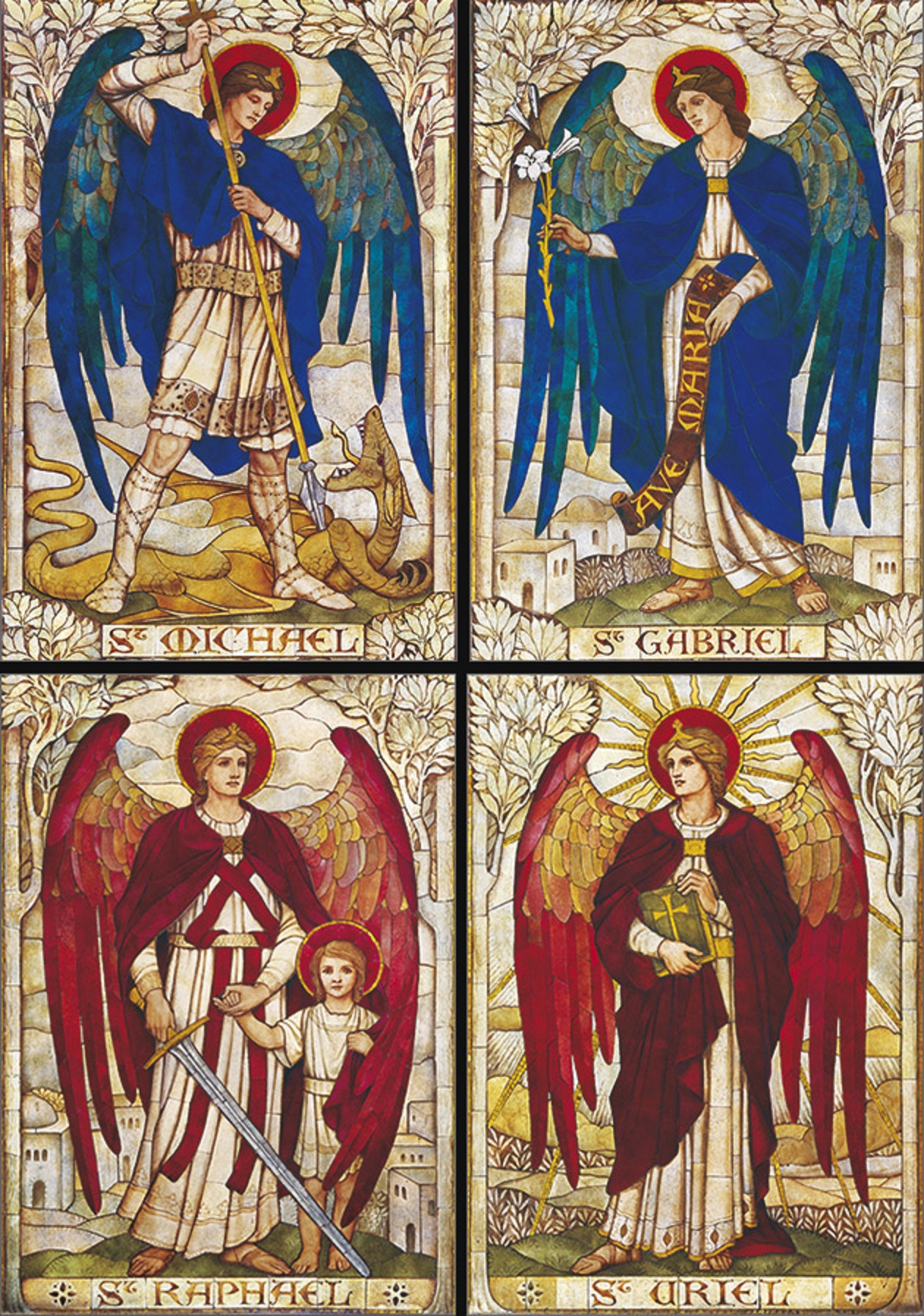
Mosaicos dos quatro arcanjos na igreja anglicana St John’s Church, Boreham, Wiltshire.